# Marks-Brandenburgs

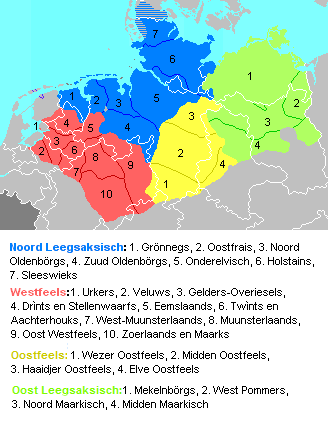
Nedersaksische en oost-nederduitse dialecten

Marks-Brandenburgs is een dialectgroep van het Oost-Nederduits. Oorspronkelijk werd dit dialect nog in delen van  Voor-Pommeren en in het noorden van Sachsen-Anhalt en Brandenburg gesproken, bijvoorbeeld in de Altmark, in de Uckermark en in Prignitz. Oost-Nederduitse vormen komen ook voor in het Anhaltisch, een dialect van het Thürings-Bovensaksisch in Sachsen-Anhalt.
De woordenschat van de Markse dialecten is vermeld in het Brandenburg-Berlinisches Wörterbuch, in het Pommersches Wörterbuch en in het Mittelelbisches Wörterbuch.

## Bijzonderheden
Het dialect wordt onderscheiden in het Noord-Marks (nr. 9 op het kaartje); en het min of meer verdwenen Midden- en Zuid-Marks.
Het Marks heeft een deels Nederlands-Nederfrankisch karakter, wat een gevolg is van het aandeel Neder-Frankische kolonisten in de Brandenburgse kolonisatie van de 12e-13e eeuw. Daarin verschilt het onder andere van het Mecklenburgs-Voorpommers in het aangrenzende noorden. Teuchert (1944) omschreef de Brandenburgse dialecten daarom als "koloniaal Nederlands". Deze stellingname wordt inmiddels verworpen of ernstig gerelativeerd, maar invloeden op het gebied van de woordenschat zijn onomstreden.
In het gebied rond Berlijn zijn de Midden- en Zuid-Markse dialecten zodanig vermengd met andere Middeloostduitse dialecten dat er slechts relatief weinig verbindingen zijn overgebleven met het Oost-Nederduits. 
In dit gebied spreekt men per begin 21e eeuw van het Lausitzs-Nieuwmarks, dat is ontstaan uit het Lausitzs en het Zuid-Marks.
Het Marks-Brandenburgs werd vroeger gesproken tot in de omgeving van Havelland en Oderbruch. Door de verschuiving van de Benrather linie in noordelijke richting werd het Marks-Brandenburgs aldaar grotendeels verdrongen door het Lausitzs-Nieuwmarks.